# Ел Манго (Порторико)
Ел Манго (шп. El Mangó) град је у америчкој острвској територији Порторико, острвској држави Кариба.

## Демографија
По попису из 2010. године број становника је 1.482, што је 497 (-25,1%) становника мање него 2000. године.
| Група             | 2000.         | 2010.         |
| Белци             | 3 (0,2%)      | 3 (0,2%)      |
| Афроамериканци    | 117 (5,9%)    | 180 (12,1%)   |
| Азијати           | 0 (0,0%)      | 0 (0,0%)      |
| Хиспаноамериканци | 1.975 (99,8%) | 1.478 (99,7%) |
| Укупно            | 1.979         | 1.482         |